# Велес, Лупе
Мари́я Гвадалу́пе Вильяло́бос Ве́лес (исп. María Guadalupe Villalobos Vélez; 18 июля 1908, Сан-Луис-Потоси, Мексика — 13 декабря 1944, Лос-Анджелес, США), более известная как Лу́пе Ве́лес (Lupe Vélez) — американская актриса, родом из Мексики, сделавшая успешную карьеру в Голливуде в 1930-е и 1940-е годы.

## Биография

### Ранние годы
Мария Гвадалупе Вильялобос Велес родилась 18 июля 1908 года в мексиканском городе Сан-Луис-Потоси в семье армейского офицера и оперной певицы. Образование получила в монастырской католической школе в Техасе, а после её окончания вернулась в Мексику, где в 1924 году дебютировала в качестве танцовщицы в одном из театров Мехико. Её отец запретил ей использовать его фамилию в качестве её артистического псевдонима, и она взяла себе девичью фамилию матери, став Лупе Велес. Вскоре она вновь вернулась в США, где поселилась в Калифорнии и стала выступать в водевилях. Там её заметила комедиантка Фанни Брайс, которая во многом помогла дальнейшему развитию её карьеры.

### Начало кинокарьеры
Её кинодебют состоялся в 1927 году в немом фильме «Гаучо» с Дугласом Фэрбенксом в главной роли. Год спустя она стала одной из тринадцати молодых актрис в списке WAMPAS Baby Stars, которым прочили звёздное будущее. В её первых работах в кино ей в основном доставались этнические роли — испанцы, французы, русские.

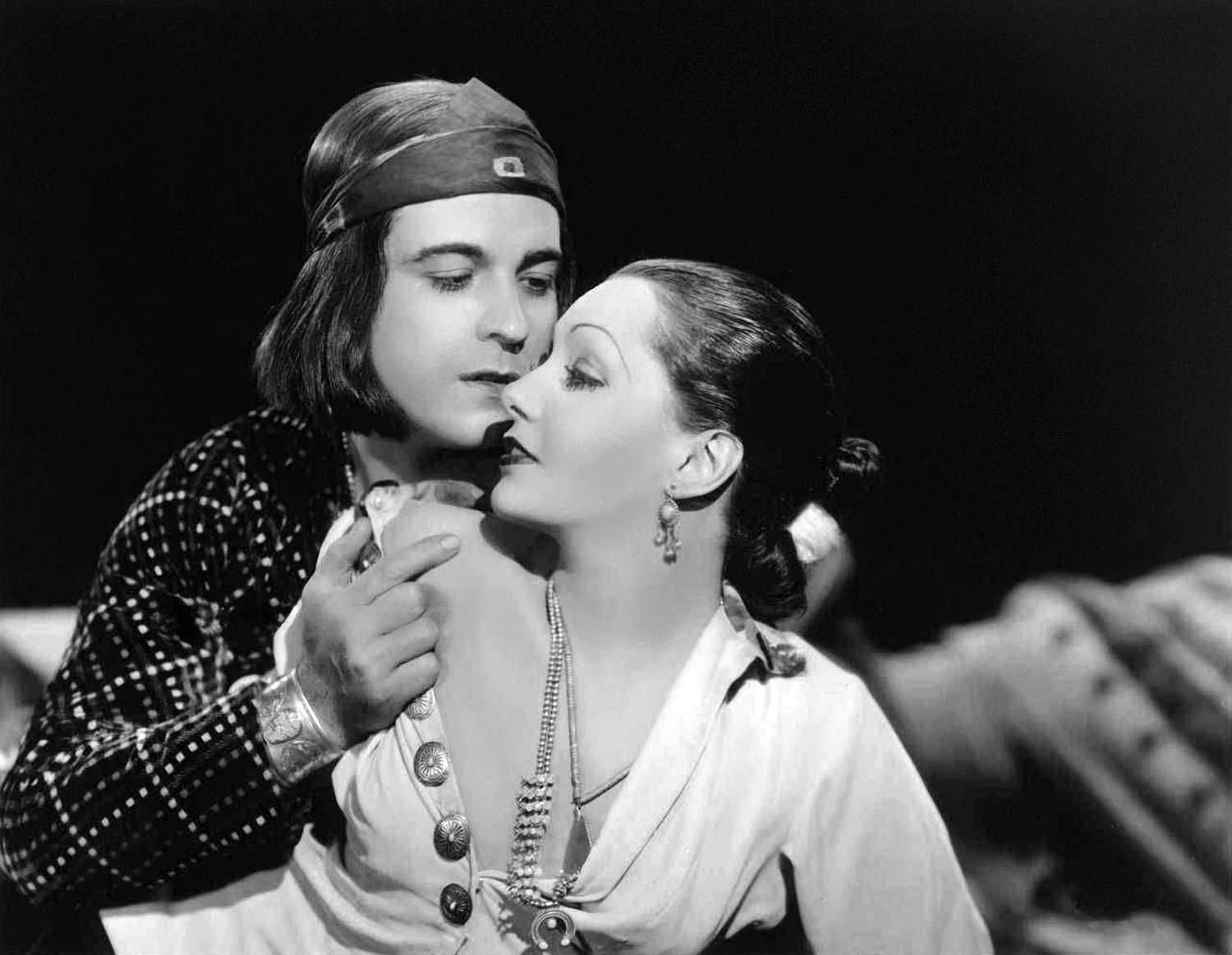
С Рамоном Новарро в фильме «Смеющийся мальчик» (1931)

Одни из первых своих главных ролей она исполнила в фильмах «Леди с тротуара» и «Тигровая роза» в 1929 году. Далее последовали новые работы в кино, где она снималась с Кларой Боу и Гэри Купером. В начале 1930-х годов Велес была особенно популярна в кинокомедиях, среди которых «Голливудская вечеринка» и «Палука», оба снятых в 1934 году.
К тому времени Лупе Велес было уже за 30, но крупной кинозвездой она так и не стала. Разочаровавшись в кинокарьере, она покинула Голливуд и отправилась в Нью-Йорк, где состоялся её бродвейский дебют. Там она выступила всего в одной постановке, после чего пыталась найти работу в кино в других странах, но, не добившись в этом успеха, опять вернулась в Голливуд в 1939 году.

### Успех в Голливуде
В том же году она появилась в главной роли в комедии «Девушка из Мексики», который получил большую популярность. После этого «RKO», студия снявшая фильм, пригласила Лупе Велес на роли ещё в серии подобных «мексиканских» комедий, которые также были хорошо приняты публикой. Успех этих лент сделал Велес довольно популярной в Голливуде, и в последующие годы она много снималась не только на «RKO», но и «Universal Pictures» и «Columbia Pictures». В 1943 году она на некоторое время вернулась в Мексику, где появилась в двух кинокартинах, которые были хорошо приняты местной аудиторией.
Благодаря своей притягательной внешности, Лупе была заметной красоткой в Голливуде и крутила романы с такими звёздами как Гэри Купер, Чарли Чаплин, Эррол Флинн и Джон Гилберт. Замужем она была однажды — с 1933 по 1938 год за пятикратным олимпийским чемпионом по плаванию Джонни Вайсмюллером, который известен также по исполнению роли Тарзана в классических голливудских фильмах.

### Смерть
В начале 1940-х годов у неё начался роман с молодым актёром Гарольдом Марэшом, от которого в итоге она забеременела. Будучи воспитанной в строгих католических традициях, она не согласилась сделать аборт и, побоявшись стать опозоренной, из-за рождения незаконного ребёнка, решила покончить с собой. 13 декабря 1944 года она провела вечер в ресторане со своей давней подругой, актрисой Эстель Тейлор, после чего вернулась домой и приняла чрезмерную дозу снотворного. В своей предсмертной записке она написала: «Гарольду: Бог простит тебя и простит меня тоже; я предпочитаю уйти из жизни с нашим младенцем, прежде чем я принесу его со стыдом в этот мир. Лупе». По сообщению её секретаря Белы Киндер, актриса была найдена мёртвой в своей постели.
Данная новость долго не сходила с полос газет из-за слухов, окружавших неожиданную смерть актрисы. В разных источниках утверждалось, что Лупе Велес была найдена мёртвой в туалете, с головой, опущенной в унитаз, видимо из-за тошноты, вызванной передозировкой. Также писали, что Велес, будучи уже в бессознательном состоянии из-за таблеток, споткнулась, упала головой в унитаз и захлебнулась.
Многие скептики высказывали и своё мнение относительно её смерти. Было известно, что на протяжении всей своей жизни актриса часто страдала от беспричинного волнения и депрессий. Соответственно появилось предположение, что у Велес было психическое расстройство, которое без лечения в конечном итоге привело к самоубийству. В конце концов, Лупе Велес была известна своим довольно откровенным поведением, а также многочисленными романами, на основании чего представляется маловероятным факт её боязни родить незаконного ребёнка.
Лупе Велес была похоронена в Ротонде выдающихся деятелей на территории Гражданского пантеона траура в Мехико. За свой вклад в кино актриса удостоена звезды на Голливудской аллее славы.

## Память
В 1965 году Энди Уорхол снял фильм «Лупе» с Эди Седжвик в главной роли, в котором большое внимание уделялось той роковой ночи, когда Лупе Велес не стало.
В 2009 году на ежегодном фестивале латиноамериканского кино Архивная копия от 2 сентября 2019 на Wayback Machine в Сиэтле (SLFF) был представлен короткометражный фильм мексиканского режиссёра Мартина Кабальеро Forever Lupe, посвященный любовным отношениям актрисы с Гари Купером, Джонни Вайсмюллером, Артуро де Кордова и Харальдом Рамондом. Роль Лупе Велес исполнила мексиканская актриса Мариели Ромо.
В 2012 году мексиканский режиссёр Карлос Каррера проявил интерес к съёмке байопика о жизни Лупе с актрисой Аной де ла Регера в главной роли. Однако проект был приостановлен на неопределенный срок.
В 2017 году в Сан-Луис-Потоси, в саду Сан-Себастьян, неподалёку от места, где родилась актриса, был установлен бюст Лупе Велес работы скульптора Эмилио Борхаса.